# Jerusalén
Jerusalén là một khu tự quản thuộc tỉnh Cundinamarca, Colombia. Thủ phủ của khu tự quản Jerusalén đóng tại Jerusalén Khu tự quản Jerusalén có diện tích ki lô mét vuông. Đến thời điểm ngày 28 tháng 5 năm 2005, khu tự quản Jerusalén có dân số 3030 người.